# シリアスレイジ
『シリアスレイジ』は、白川敏行による日本のライトノベル、イラストはやすゆきが担当している。電撃文庫（メディアワークス）より2005年4月から2007年9月にかけて全7巻が刊行された。第11回電撃小説大賞選考委員奨励賞を受賞。

## あらすじ
主人公・守屋篤志が変異種採集者（レイスハンター）を目指す物語。

## 登場人物

### 主要人物
守屋篤志
主人公。レイスハンター国際Ⅰ種志望。適合者（アダプター）。
神崎栞
ヒロインレイスハンターⅢ種志望。医学部に所属しており、篤志に憧れてレイスハンター志望者となった。篤志に好意を抱いており、医者である父親から篤志を守るために家を出る。「医学部のお嬢」と呼ばれている。篤志より2歳年上。
蓮堂貞教
レイスハンター志望者。父親の蓮堂常貞を倒すことを宿命としている。五巻でそれを篤志に伝え（篤志は夢を見ているのだと思っていったが、後にそれが事実であることを知らされる）、最終刊である七巻で行方をくらます。病弱な従妹がいる。

### 上尾大学在籍者
高槻美雪
篤志の幼なじみ。篤志が「適合者」であることを知らず、篤志に好意を抱いている。
上尾大学教育学部1年
三峰耕介
篤志の幼なじみ。上尾大学経済学部2年。
荒木義治
上尾大学大原研究室第7代マネージャー。フラッシュグローブの製作者。
麻生七瀬
上尾大学医学部4年生。ヘビースモーカーで栞の友人。
菱緒真樹
篤志の先輩。上尾大学大原研究室第8代マネージャー。AI工学の英才。
舘森清華
正樹の後輩。祖母から竹刀や柔を厳しく教わっており、真樹を止められる唯一の人物。通称「法学部のお嬢」
怒るほど口調が丁寧になる癖がある。
岩倉英治
レイスハンター志望者。上尾大学理工学部3年。
浜中水穂
特別体育受講者。文学部大学院修士課程
松永浩二
特別体育受講者。上尾大学理工学部博士課程。
津田武彦
特別体育受講者。
藤倉圭吾
特別体育受講者。
菊池義則
特別体育受講者。
上杉桜
特別体育受講者。

### レイスハンター
大牟田雅秀
「今泉学校」の元生徒。左腕は義手。
田名部達也
木下レイスハンティングコーポレーション所属。国際I種保持。
室戸秀行
木下レイスハンティングコーポレーション所属。
荒井治
木下レイスハンティングコーポレーション所属。
石黒大介
木下レイスハンティングコーポレーション所属。国際I種を剥奪され国内I種のみ。
元今泉教室の生徒。「武原郷事件」主謀者。
武田実
木下レイスハンティングコーポレーション所属。
田端真奈美
木下レイスハンティングコーポレーション所属。
西村正史
木下レイスハンティングコーポレーション所属。
朝倉俊明
木下レイスハンティングコーポレーション所属。国際III種保持。
元今泉教室の生徒。石黒に賛同。
立石卓麻
木下レイスハンティングコーポレーション所属。石黒に賛同。
後藤浩治
木下レイスハンティングコーポレーション所属。石黒に賛同。
吉川吾郎
木下レイスハンティングコーポレーション所属。石黒に賛同。
雑賀恒和
「今泉学校」の元生徒。国際III種保持者。「タンガニーカ」行きには選ばれなかった。
ランカスカにて「白衣の慈恵団」に参加していた。
宮内高明
大牟田雅秀の事務所の副所長。
仁科千歳
大牟田雅秀の事務所に所属。国際III種保持。
久坂慎悟
大牟田雅秀の事務所に所属。ドレッドヘアの青年。国際I種保持
松原秀俊
大牟田雅秀の事務所に所属。国際II種保持
ウィリアム・アルバート・サイモン
英国貴族にして世界最高のレイスハンターと言われた人物。
「タンガニーカの悲劇」で現役を引退せざるを得なくなった。
アフメット・ハーミト
イスラーム民主共和国出身。「魔鳥に育てられた男」。地上系の天才。「タンガニーカの悲劇」で死亡。
陶公明（タオ・クンミン）
イ華南連邦、海洋資源調査開発研究所所属。。海洋系の天才。「タンガニーカの悲劇」で死亡。
「海龍」の異名を持つ。
ルイス・マンフォード
エンジニアと博物学者と医師を兼ねる。エドワード・サミュエル・ダービッツIV世の講師を務めたこともある。
「タンガニーカの悲劇」で死亡。
アンナ・マンフォード
夫と同じくエンジニアと博物学者と医師を兼ねる。
「タンガニーカの悲劇」で死亡。
カロンジ
「神の目」を持つと言われたレイスハンター。中央アジア共同体出身。

### スイーパー
竜崎要
イリーガルイージス専務。
日本最初のスイーパー。「タンガニーカ」の「幻の16人目」
氷沼京吾
オカマ。スイーパーとしての腕前はかなりのもの。国際I種保持
イリーガルイージスのランカー。
武藤敬治
イリーガルイージスのランカー。催眠術による暗示を特技とする。
九条時光
イリーガルイージスのランカー。無口で特徴の無い男。
神楽真
イリーガルイージスのランカー。実はD.B.E.の「ゾディアック」の一等星、「フォーマルハウト」。
小池和人
「武原郷事件」において首謀者に雇われたスイーパー。
ジョシュア・ブラッドフォード
D.B.E.の「ゾディアック」の一等星、「プロキオン」
ダン・フレクスナー
D.B.E.の「ゾディアック」の一等星、「アルタイル」。人種差別主義者。
ジュリア・スチュアート・ダービッツ
D.B.E.の「ゾディアック」の一等星、「シリウス」。ダービッツ家総帥エリオットの娘。
ブルーノ・ダウハー
D.B.E.の「ゾディアック」の一等星、「ハダル」。元「バルムンク」のエース。
ニコライ・コンスタンティノーヴィッチ・ミナーエフ
D.B.E.の「ゾディアック」の一等星、「リゲル」。ロシア人。「シリウス」の相棒。
ナワーブ・チャンドラ・ダーグ
D.B.E.の「ゾディアック」の一等星、「アークトゥルス」。インド人。
ジェレミー・フィルモア
D.B.E.の「ゾディアック」の一等星、「カノープス」。実は「適合者」であるが、D.B.E．にもその事実は秘匿している。
李戒英（リ・ジエイン）
D.B.E.の「ゾディアック」の一等星、「ポルックス」。元「無妄幣（ウーワンバン）」のエース。
アルベルト・フランコ・ガルバン
D.B.E.の「ゾディアック」の一等星、「リゲル・ケント」。「ポルックス」、「カノープス」とトリオを組む。
蓮堂常貞
D.B.E.の「ゾディアック」の一等星、「ベテルギウス」。蓮堂貞教の父。
ジョナサン・クリストファー・ボーグナイン
D.B.E.の「ゾディアック」の一等星、「アンタレス」。
山内真一
D.B.E.の「ゾディアック」の一等星、「カペラ」。元「今泉教室」の生徒。鍼を武器にする。

### その他の登場人物
五乃坂雄平
海南大のレイスハンター志望者。二代目海龍。
曾我部大吾
海南大のレイスハンター志望者。五乃坂雄平の幼馴染で海洋調査のバディ。
薬師寺護信
狩ヶ峯メディシンカンパニー副社長。
エドワード・サミュエル・ダービッツIV世
ダービッツ・バイオテクノロジー・エンタープライズのCEO
エリオット・ダニエル・ダービッツIII世
ダービッツ家の総帥。通称「現代のソロモン」。
秋津華憐
蓮堂貞教の従妹。病弱。
桐生志穂
イリーガルイージスの総務部長。久能隆弘の実の娘。
久能隆弘
イリーガルイージス社長。

## 用語
The demon’s hand
後天性遺伝子異常形質変異症候群をひきおこすウイルス。通称TDH。
原種
TDHによって変化していない動物。
復活種
TDHによって復活した動物。
変異種
TDHによって進化した動物。
レイスハンター
変異した環境の調査やサンプルの採取を行う職業。オールラウンダーのⅠ種、機械系に特化したⅡ種、種医療系に特化したⅢ種がありその中でも語学系の基準の差で国内・国外に分かれている。
適合者
TDHに感染しても姿形が変わらない人間。科学者にとっていい実験体となっている。
変異種採集者（レイスハンター）
変異した環境の調査やサンプルの採取を行う職業。
掃除屋
主に戦闘を得意とするハンター。いくつかのグループがあり、「イレギュラーイージス（イリーガルイージス）」「ゾディアック」など、様々な種類がある。

## 既刊一覧
- 白川敏行（著）・やすゆき（イラスト）、メディアワークス〈電撃文庫〉、全7巻
  - 『シリアスレイジ』、2005年4月10日発売[3]、ISBN 4-8402-3019-6
  - 『シリアスレイジ2 荒廃都市』、2005年7月10日発売[4]、ISBN 4-8402-3082-X
  - 『シリアスレイジ3 虎落笛』、2006年1月10日発売[5]、ISBN 4-8402-3275-X
  - 『シリアスレイジ4 南溟奇譚（上）』、2006年7月10日発売[6]、ISBN 4-8402-3504-X
  - 『シリアスレイジ5 南溟奇譚（下）』、2007年1月10日発売[7]、ISBN 978-4-8402-3587-7
  - 『シリアスレイジ6 十星強襲』、2007年5月10日発売[8]、ISBN 978-4-8402-3848-9
  - 『シリアスレイジ7 未来を受け継ぐ者』、2007年9月10日発売[9]、ISBN 978-4-8402-3982-0